# 乳酸菌LS1 (菓子)

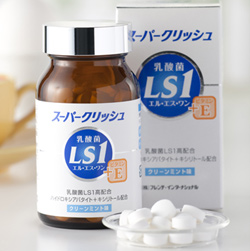
スーパークリッシュ クリーンミント味

乳酸菌LS1は、湖池屋が販売する乳酸菌LS1を使用した通信販売限定のタブレット(錠菓)。姉妹商品に粉末タイプの『スーパークリッシュPowder(パウダー)』がある。

## 概要
東海大学医学部感染症研究室 古賀泰裕教授とフレンテ・インターナショナル（2016年に吸収合併され、現：湖池屋）が共同開発したプロバイオティクス商品。この商品に使用されている乳酸菌LS1は、口腔内の悪玉菌である歯周病原菌を抑制し、口腔内細菌叢を正常化する善玉菌としての働きを持つ事が確認されている。
発売当初は『クリッシュ』の名前でドラッグストアなどで店頭販売されていたが、後に通信販売専用の商品『スーパークリッシュ』となり、現在は乳酸菌そのものの名称である『乳酸菌LS1』に改名されている。なお、クリッシュのTVCMには榮倉奈々が起用されていた。

## 沿革
- 2002年6月 - クリッシュ発売
- 2004年11月 - スーパークリッシュ発売
- 2008年12月 - 乳酸菌LS1配合量を一粒あたり1億8000万個に増量
- 2011年11月 - 乳酸菌LS1配合量を一粒あたり2億8000万個に増量
- 2012年8月 - スーパークリッシュPowderを発売
- 2013年4月 - スーパークリッシュ分包タイプを発売

## 製品一覧
- SUPER クリーンミント味
- SUPER ヨーグルト味
- クリアピーチ味
- クリアグレープ味
- SUPER 分包タイプ クリーンミント味
- SUPER 15粒シート クリーンミント味
- スーパークリッシュPowder(パウダー)

## TVCM、インフォマーシャル出演者
- せんだみつお
- タージン
- 有賀さつき